# Línia evolutiva de Teddiursa
Aquesta línia evolutiva de Pokémon inclou Teddiursa i Ursaring.

## Teddiursa
Teddiursa és una de les espècies que apareixen a la franquícia Pokémon. És de tipus normal i evoluciona a Ursaring.

## Ursaring
Ursaring és una de les espècies que apareixen a la franquícia Pokémon. És de tipus normal i evoluciona de Teddiursa.